# Cyangugu
Cyangugu, antigament Shangugu, és una ciutat al sud-oest de Ruanda, pertanyent a la província de l'Oest, al costat de la frontera de la República Democràtica del Congo, al costat de Bukavu, prop del llac Kivu. Està separada d'aquest país pel riu Ruzizi, el qual és travessat a la ciutat per dos ponts. És la capital del districte de Rusizi.
L'assentament té dues àrees principals: la pròpia Cyangugu, districte amb una baixa densitat de població a les ribes del llac, i Kamembe, que concentra la indústria i el transport al nord de la ciutat. Disposa de l'aeroport de Kamembe, que connecta 3 vegades per setmana amb Kigali, la capital de Ruanda.
La ciutat es troba prop del bosc de Nyungwe, un enclavament turístic que és una de les últimes àrees forestals del país llar de ximpanzés i moltes altres espècies de primats.
La població en 2002 era de 19.900 habitants aproximadament.

## Personatges il·lustres
- Kigeli V de Ruanda (1936-2016), darrer rei (mwami) de Ruanda (1959-1961), nat a Kamembe, ara Cyangugu.